# Коростишив
Коростишив (укр. Коростишів) град је Украјини у Житомирској области. Према процени из 2012. у граду је живело 25.793 становника.

## Становништво
Према процени, у граду је 2012. живело 25.793 становника.
| 1979.  | 1989.  | 2001.  | 2012.  |
| ------ | ------ | ------ | ------ |
| 24.420 | 28.046 | 26.068 | 25.793 |